# Markaz Ītāy al Bārūd
Markaz Ītāy al Bārūd (arabiska: مركز إيتاي البارود) är en region i Egypten.   Den ligger i guvernementet Beheira, i den norra delen av landet, 110 km nordväst om huvudstaden Kairo.